# Krš (Czarnogóra)
Krš (cyr. Крш) – wieś w Czarnogórze, w gminie Žabljak. W 2011 roku liczyła 113 mieszkańców.